# Caleres
Caleres Inc. (NYSE: CAL) er en amerikansk fodtøjsvirksomhed, der producerer, markedsfører og sælger fodtøj. De har hovedkvarter i Clayton, Missouri. De har 1.369 skobutikker i USA.
Bryan, Brown & Company blev etableret i 1878 i St. Louis og var flere år kendt som Hamilton-Brown Shoe Company, som dengang var den største skoproducent i USA. I 2015 skiftede Brown Shoe navn til Caleres.
Deres nuværende mærker inkluderer: Famous Footwear, Naturalizer, Dr. Scholl’s Shoes, LifeStride, Bzees, Blowfish Malibu, Circus by Sam Edelman, Rykä, Sam Edelman, Allen Edmonds, Franco Sarto, Vince, Vionic Shoes, Life Stride, Zodiac og Veronica Beard.